# Río Rebujas
El río Rebujas, denominado río Aginas durante la Edad Media, nace en el pueblo de San Mateo, en la Comunidad autónoma de Cantabria (España), junto a las brañas del Pojino, en el monte Pedrazo. Sus aguas discurren por la Reserva Natural del Saja y sus meandros dividen al pueblo en dos mitades para formar una imagen fundamental en la vida de los habitantes de San Mateo. Da nombre a la vertiente del monte de San Mateo (Pedrazo-Costal del Rebujas) y riega prósperos terrenos no solo para el ganado sino también para la explotación maderera.
En él hay lugares históricos como el Pozo Braulio, La Churruca o el Pozón, que durante años en las faldas de "La Peña" sirvieron como zona de recreo para los vecinos. Desde las lomas del Coteruco hasta el alto del Barrio la Pozona, ladera de La Dehesía, vierten sus aguas la "Regata La Peñona" así como las fuentes de "La Teja" y "La Haya" respectivamente. Aumenta su cauce en la "Mies de Arduengo" y a lo largo de las Suertes del Sr. San Mateo se le une el río Muriago que desde Los Palacios pasando por el Pontón se adentra en la zona del polígono industrial perteneciente al pueblo. Al paso por el "Puente Moreno" se aprecia como el río Rebujas riega la "Mies de Peralejo" por el antiguo molino hasta llegar a la "Raigada" para a partir de ahí abandonar la localidad hasta desembocar en el Río Besaya.
Durante años dada la fuerza de su pequeño cauce sirvió el Rebujas como eje básico para la construcción de molinos a lo largo de todo su cauce. Desde el Costal de Rebujas se pueden observar varios vestigios para, una vez adentrados en el pueblo, encontrarnos con más referencias como es el caso de La Pesquera, El Calero, La Corraliega y Peralejo. 
Hoy por desgracia la situación de abandono administrativo hace que tanto la flora como la fauna estén en una situación crítica, afectando incluso a las distintas aves migratorias.
-Se conservan referencias escritas de su nombre que datan de 1753, y desde 1982 da nombre a la Asociación Cultural y Deportiva del pueblo de San Mateo(SCD Rebujas).
- Afluentes: Río Muriago.
- Desembocadura: Río Besaya